# Ip Man
Ip Man (nombre real Ip Kai-man) (葉問, en pinyin: yè wèn; en Jyutping) (Foshan, Provincia de Cantón, China; 1 de octubre de 1893-Hong Kong; 2 de diciembre de 1972), también conocido como Yip Man,  fue un maestro (Shifu) de las artes marciales chinas en el estilo Wing Chun. Su más famoso discípulo fue el artista marcial Bruce Lee.

## Biografía
Inició su aprendizaje del Wing chun con Chan Wah-shun a sus 13 años y terminó su entrenamiento con Sibak Leung Bik. Se dice que Yip Man defendió a una mujer que estaba siendo atacada por un policía extranjero, derrotándolo en defensa de la agredida, lo que le acercó a Leung Bik, quien terminó su entrenamiento en el estilo Wing chun.
Yip Man volvió a Foshan y se convirtió en policía. Sirvió en la Segunda guerra chino-japonesa y luego retornó a la policía, que en esa época se llamaba Kuomintang, hasta que fue despedido en 1948 por conflictos políticos. Se fue a Hong Kong a enseñar Wing chun en un pequeño gimnasio ese mismo año.
Yip Man fue el primer maestro (shifu en chino) en enseñar abiertamente el arte marcial del Wing chun, como forma de sustento para su vida al viajar a sus 55 años a Hong Kong, lugar donde tuvo que combatir con los distintos maestros de Kung Fu, con el fin de conseguir el permiso de enseñar en el lugar. Después de derrotar a varios de ellos y sin nadie que se animara a enfrentarlo, consiguió su cometido. En este lugar tuvo múltiples alumnos, quienes finalmente difundieron el arte en todo el mundo, arte marcial del que la historia revela que fue creado por una mujer llamada Ng Mui (monja Shao Lin), quien fuera parte de los cinco monjes supervivientes (conocidos como Los Cinco Antecesores: Ng Mui, Chi San, Choy Fok, Fun To Tak y Miu Hin) a la destrucción del templo Shao Lin. Enseñó Wing chun en Hong Kong de 1948 a 1969.
De su muerte se sabe que Lun Kai, uno de sus discípulos, le fue a visitar y encontró a Yip Man muerto en su residencia el 2 de diciembre de 1972 a sus 79 años en Hong Kong. Su muerte se debió a un cáncer de garganta.
Tres años después de la muerte de Yip Man, sin dejar ningún líder del estilo, Lun Kai quedó como el último legítimo líder del estilo Wing chun. Yip Man nunca usó el título de Gran Maestro y tampoco autorizó a que alguien lo utilizara. Yip Man descansa en un antiguo cementerio de Hong Kong, donde practicantes de todo el mundo le visitan para prestarle homenaje.
Yip Man durante toda su vida demostró no gustar de cinco cosas: usar traje, decir que alguien estaba equivocado, enseñar a extranjeros, sacarse fotos y enseñar técnicas de patadas. Yip Man era un hombre extremadamente educado y bondadoso. “Un buen hombre”, como menciona francamente el Maestro Duncan Leung.
Sobre su vida privada, se casó con Cheung Wing Sing, que falleció en 1960, y con la que tuvo cuatro hijos, dos hijos llamados Yip Chun (31 de julio de 1924) e Yip Ching (1936), y dos hijas llamadas Yip Sum e Yip Wun.

## Legado

Bruce Lee con Ip Man practicando Wing chun.

Se le conoce, entre otras cosas, porque fue el maestro de Bruce Lee. Man murió sólo siete meses antes que Lee, de un cáncer de laringe el 2 de diciembre de 1972 en Hong Kong.
En 1967, a petición de Ip Man, sus discípulos fundan la "Hong Kong Ving Tsun Athletic Association", siendo Ving Tsun la transliteración oficial.
El 9 de noviembre de 2002 el gobierno de China funda en Foshan (Guandong, China), a través del Yip Man Development Council, parte del Cultural Council de Foshan, el Ip Man Tong (Museo de Yip Man) con la ayuda de sus discípulos. En honor al "patriarca", y para reconocer su contribución a las artes marciales chinas.
En 2008 se hace una película para su recuerdo, Ip Man, la cual tiene una secuela, Ip Man 2, estrenada en 2010. En la primera película se revela parte de su vida, tanto en los buenos momentos como en los malos, que llegaron con el conflicto entre China y Japón, el cual duró 8 años, desde 1937 hasta 1945. En la película también se puede apreciar cómo el artista marcial llegó a dominar el Wing chun. Más tarde, en 2015 y en 2019, respectivamente, se estrenaron otras 2 nuevas secuelas, tituladas Ip Man 3 e Ip Man 4.

## Filmografía
Estas películas póstumas de artes marciales relatan su vida.
- Ip Man (2008)[4]
- Ip Man 2 (2010)
- Ip Man. Nace la leyenda (2010)
- Ip Man. La pelea final (2013)
- The Grandmaster (2013)
- Ip Man 3 (2015)
- Ip Man 4 (2019)

## Linaje
| Linaje en Wing chun                 | |
| Shifu                               | Leung Jan Chan Wah-shun(陳華順) Leung Bik (梁璧) segundo sihing Ng Chung-sok (吳仲素) Yuen Kay-shan (阮奇山) |
| Yip Man (葉問)                      | |
| Estudiantes conocidos en Foshan:    | Chow Kwong-yue (周光裕 (六仔)) Kwok Fu (郭富) Lun Kai (倫佳) Chan Chi-sun (陳志新) Lui Ying (呂應) |
| Estudiantes conocidos en Hong Kong: | Leung Sheung (梁相) (first) Ip Chun Lok Yiu (駱耀) Chu Shong-tin (徐尚田) Wong Shun-leung (黃惇樑) Ho Kam-ming Lo Man-Kam (盧文錦) Moy Yat (梅逸) Bruce Lee Yip Bo-ching (葉步青) William Cheung (張卓興) Ho Kum-ming Duncan Leung (何金銘) Siu Yuk-man (蕭煜民) Ho Luen (何聯) |